# Miasta Kiribati
Według danych oficjalnych pochodzących z 2010 roku Kiribati posiadało ponad 30 miast o ludności przekraczającej 400 mieszkańców. Stolica kraju Bairiki znajduje się na 4 miejscu spośród największych miast, Betio jako jedyne miasto liczyło ponad 10 tys. mieszkańców; 1 miasto z ludnością 5÷10 tys. oraz reszta miast poniżej 5 tys. mieszkańców.

## Największe miasta w Kiribati
Największe miasta w Kiribati według liczebności mieszkańców (stan na 07.11.2010):
| L.p. | Miasto      | Jednostka administracyjna | Liczba ludności |
| ---- | ----------- | ------------------------- | --------------- |
| 1.   | Betio       | South Tarawa              | 15 755          |
| 2.   | Bikenibeu   | South Tarawa              | 6 568           |
| 3.   | Teaoraereke | South Tarawa              | 4 171           |
| 4.   | Bairiki     | South Tarawa              | 3 524           |
| 5.   | Temwaiku    | South Tarawa              | 3 135           |
| 6.   | Eita        | South Tarawa              | 3 061           |
| 7.   | Bonriki     | South Tarawa              | 2 355           |
| 8.   | Ambo        | South Tarawa              | 2 200           |
| 9.   | Causeway    | South Tarawa              | 2 054           |
| 10.  | Banraeaba   | South Tarawa              | 1 969           |

## Alfabetyczna lista miast w Kiribati
Spis miast Kiribati powyżej 400 mieszkańców według danych szacunkowych z 2010 roku:
- Abarao
- Ambo
- Antebuka
- Bairiki
- Bakaka
- Banana
- Banraeaba
- Betio
- Bikenibeu
- Bonriki
- Buariki
- Buariki
- Buariki
- Buota
- Butaritari
- Causeway (Nawerewere)
- Eita
- Kanton
- Kariatebike
- London
- Makin
- Matang
- Nanikai
- Paris
- Rawannawi
- Roreti
- Rungata
- Tabiauea
- Tabontebike
- Taborio
- Tabukiniberu
- Taburao
- Tabwakea
- Teaoraereke
- Temanokunuea
- Temeraia
- Temwaiku
- Tuarabu
- Utiroa
- Washington